# You (singel Ten Sharp)
You – piąty singel holenderskiego zespołu pop Ten Sharp. Został wydany w 1991 roku jako nagranie promujące album Under the Water-Line i z miejsca stał się wielkim przebojem w wielu krajach europy, m.in. w Norwegii, Szwecji i Francji gdzie osiągnął pierwsze miejsce na listach przebojów. 
Tekst piosenki został napisany przez Tona Groena, natomiast muzykę skomponował Niels Hermes.

## Lista utworów
7" singel
| No. | Tytuł              | Długość |
| --- | ------------------ | ------- |
| 1.  | You                | 4:33    |
| 2.  | You (Instrumental) | 4:24    |

CD maxi, 12" maxi
| No. | Tytuł               | Długość |
| --- | ------------------- | ------- |
| 1.  | You                 | 4:33    |
| 2.  | When The Snow Falls | 5:13    |
| 3.  | White Gold          | 3:30    |
| 4.  | You (Instrumental)  | 4:24    |

 7" singel - Promo
| No. | Tytuł                  | Długość |
| --- | ---------------------- | ------- |
| 1.  | You (acoustic version) |         |

## Listy przebojów (1991/92)
| Państwo         | Szczytowe Miejsce |
| --------------- | ----------------- |
| Austria         | 2                 |
| Holandia        | 3                 |
| Francja         | 1                 |
| Niemcy          | 4                 |
| Irlandia        | 4                 |
| Norwegia        | 1                 |
| Szwecja         | 1                 |
| Szwajcaria      | 3                 |
| Wielka Brytania | 4                 |